# Симеон Урош
Симеон Урош (серб. Симеон Урош; 1326—1371) — цар Епіру з 1359 до 1366 року, цар Фессалії з 1359 до 1371 року. Походив з династії Неманичів.

## Життєпис
Був сином короля Стефана Уроша III та Марії Палеолог, внучки імператора Михаїла VIII ,а також зведеним братом короля та імператора Стефана Душана, після смерті якого у 1355 році фактично став незалежним володарем Епіру та Фессалії (намісником яких був за часів правління Стефана Душана). Симеон став один з учасників послаблення єдиної Сербської держави. Він навіть деякий час — з 1355 до 1356 року намагався стати імператором Сербії та Ромеї — замість небожа Стефана Уроша V. 
Водночас Симеон зіткнувся із суперником за владу на Епіром та Фессалією в особі Нікіфора Орсіні. Боротьба за владу тривала до 1359 року, коли Орсіні загинув й Симеон до самої смерті залишався володарем північного Епіру (в південному отаборилися албанські деспоти) та Фессалії. В цілому його панування було спокійним. В останні роки виникли проблеми з албанськими деспотами Арти і Лепанто.

## Родина
Дружина — Фома (Томасіна), донька Іоанна Орсіні, деспота Епіру
Діти:
- Ян Урош (1350—1423)
- Стефан Урош
- Марія (н/д — 1394), дружина Фоми Прелюбовича, володаря Епірського деспотату